# Moosalp

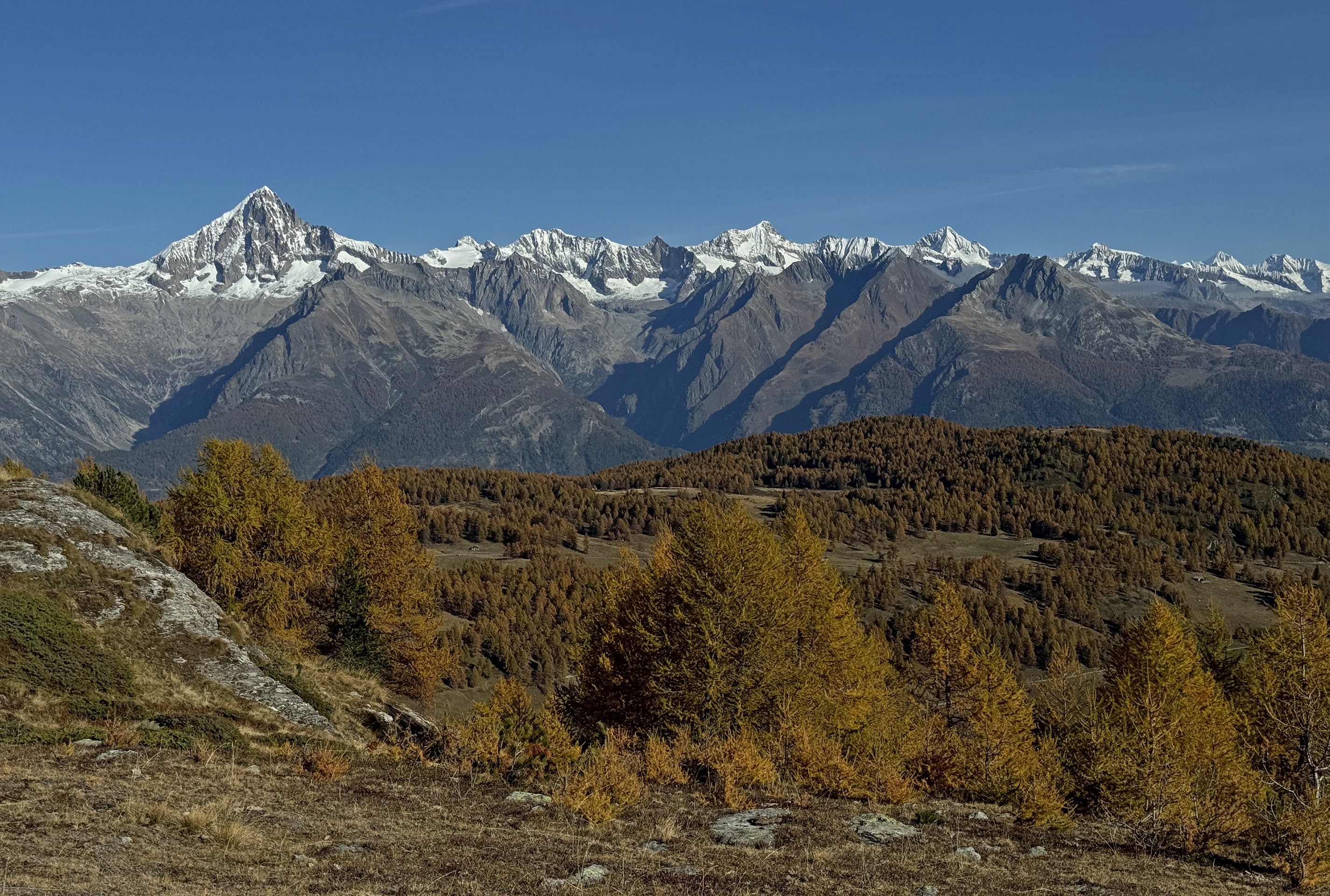
Moosalp mit Berner Alpen im Oktober 2024, Aufnahmestandort Schene Biel

Die Moosalp (Walliserdeutsch: z’Moos) ist die Alp der Burgergemeinde Törbel
und liegt auf 2048 m (Scheitelpunkt der Passstrasse) oberhalb der Gemeinden Bürchen, Törbel und Zeneggen mit Sicht im Süden sowohl auf die Mischabelgruppe mit dem Dom, dem höchsten Schweizer Berg (4545 m), als auch auf die Weisshorngruppe und im Norden auf das imposante Bietschhorn. Der höchste Punkt des Moosalp-Plateaus ist der unmittelbar nördlich des Bonigersees gelegene «Goldbiel» (2125 m).
Die Moosalp wurde seit Jahrhunderten von den Törbler Bauern als Hochalp zur Sömmerung des Viehs und zur Herstellung des Alpkäses genutzt.
Entlang der Süd- und Ostseite des Moosalp-Plateaus verlaufen seit dem 14. Jahrhundert bis zum heutigen Tag Wasserleitungen (Suonen) zur künstlichen Bewässerung von landwirtschaftlich genutzten Flächen in Törbel wie auch Zeneggen. Die wichtigste Suone ist die Augstbordwasserleitung.
Die erfolgreiche und nachhaltige kollektive Bewirtschaftung der Törbler Allmendegüter (alpine Weide, Bewässerungssystem, Wald) durch Genossenschaften (Geteilschaften) war in den letzten Jahrzehnten Gegenstand bedeutender wissenschaftlicher Studien. Insbesondere floss das Beispiel Törbel explizit in das Hauptwerk der Nobelpreisträgerin Elinor Ostrom ein.
Heute hat sich die Moosalp wegen ihrer besonderen Lage inmitten einer beeindruckenden Bergwelt und guter Erreichbarkeit zu einem beliebten und stark frequentierten Ausflugsort hoch über dem Rhonetal entwickelt.
Die Moosalp ist Startpunkt zu Touren ins «Törbeltelli» und auf den knapp 1000 m höher gelegenen Gipfel des Augstbordhorns.

## Geologie und Vegetationsgeschichte
Die Oberflächenstruktur und die geologischen Formationen auf dem Gebiet der Moosalp sind das Resultat eines in dieser Region kompliziert verlaufenden Prozesses der Gebirgsbildung (siehe auch Artikel Penninikum) und anschliessender Erosionsprozesse, insbesondere durch Einwirkung gewaltiger Eiszeitgletscher (Rhonegletscher, Vispertalgletscher) und quartären Ablagerungen (bestehend zur Hauptsache aus  letzteiszeitlichem Moränenmaterial).
Im Bereich der Moosalp dominiert dabei als tektonische Einheit die «Siviez-Mischabel-Decke» (Mittleres Penninikum) in unterschiedlichen Formationen. 
Die Gletscher formten in der letzten Eiszeit das Gebiet der Moosalp zu einer Rundhöckerlandschaft. Nachdem sich die Gletscher vor ca. 12'000 Jahren zurückgezogen hatten, bildeten sich in den Vertiefungen zwischen den Rundhöckern aus Gneisen die Moore und kleine Seen. Nur Bonigersee und Breitmattusee haben ganzjährig Wasser, andere nur nach der Schneeschmelze oder niederschlagsreichen Perioden. Die Region zeichnet sich heute durch einen lichten Arven-Lärchenwald aus, dessen Struktur durch den freien Auslauf des Viehs geformt wurde. Typisch ist die Zwergstrauchheide, deren wichtigste Vertreter die Rostalpenrose und der Zwergwacholder sind.

## Tourismus
Die Moosalp wird ganzjährig touristisch genutzt, im Winter als Skigebiet (Alpinski, Tourenski, Ski-Langlauf) und ideales Revier für Schneeschuhlauf und Winterwandern, im Sommer wegen der geringen Höhenunterschiede als einfaches Wandergebiet und lohnendes Ziel für Biker. Auch für Naturfreunde ist das Hochplateau sehr interessant.

### Sommerangebote

#### Wanderungen
Im Sommer bietet das Wandergebiet der Moosalp ein weitverzweigtes Wandernetz von über 75 km Länge an, mit interessanten Zustiegen von den Nachbardörfern (zum Beispiel Zeneggen), mit Höhenwegen (z. B. «Moosalp-Panoramaweg», Höhenweg Moosalp–Jungen, Themenwanderweg «Szenen am Weg des Wassers»), kleineren und grösseren Bergtouren (z. B. Augstbordhorn) und leichten Wanderungen zu schönen Aussichtspunkten, mit Blick ins Tal und auf eine imposante Bergwelt. Besonders beliebte Aussichtspunkte sind der «Stand», von welchem man einen überragenden Blick auf die umliegenden Walliser und Berner Viertausender hat, und die idyllische Breitmatte.

#### Natur
Einige Teile der Moosalp stehen unter Naturschutz. Das Naturschutzgebiet umfasst ein Gebiet von 1,5 km² mit 11 verschiedenen Moorbiotopen.
Es gibt sowohl Hoch- als auch Flachmoore, welche unter anderem unter nationalem Naturschutz stehen. Besonders schützenswert ist der Bonigersee, bei welchem es sich um ein Hochmoor in einem frühen Entwicklungsstadium handelt mit typischer Flora (Torfmoose, Segge, Sumpfried, Wollgras) und Fauna (u. a. Molche, Libellen) alpiner Feuchtbiotope.

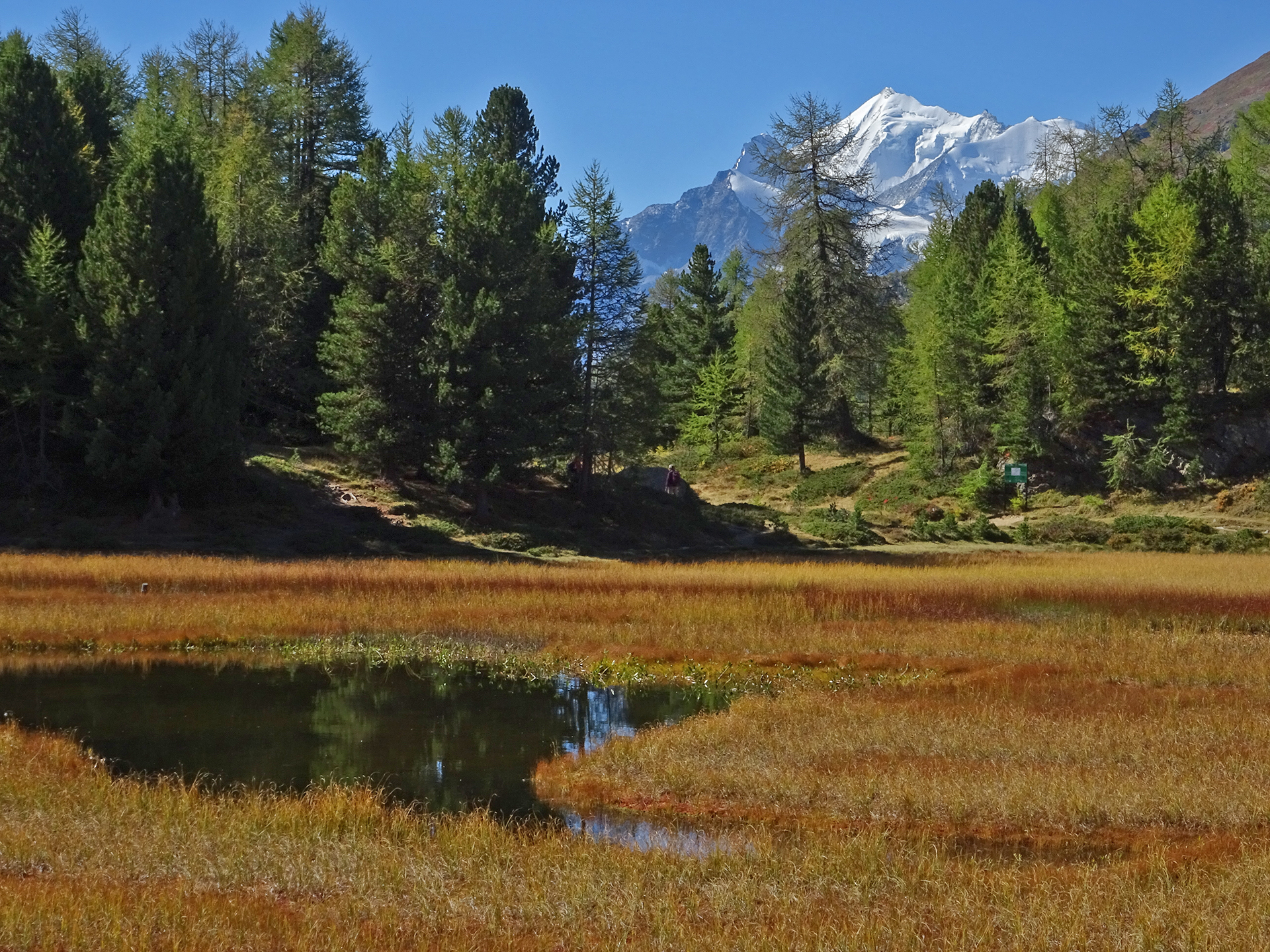
Bonigersee mit Weisshorn (Moosalp)
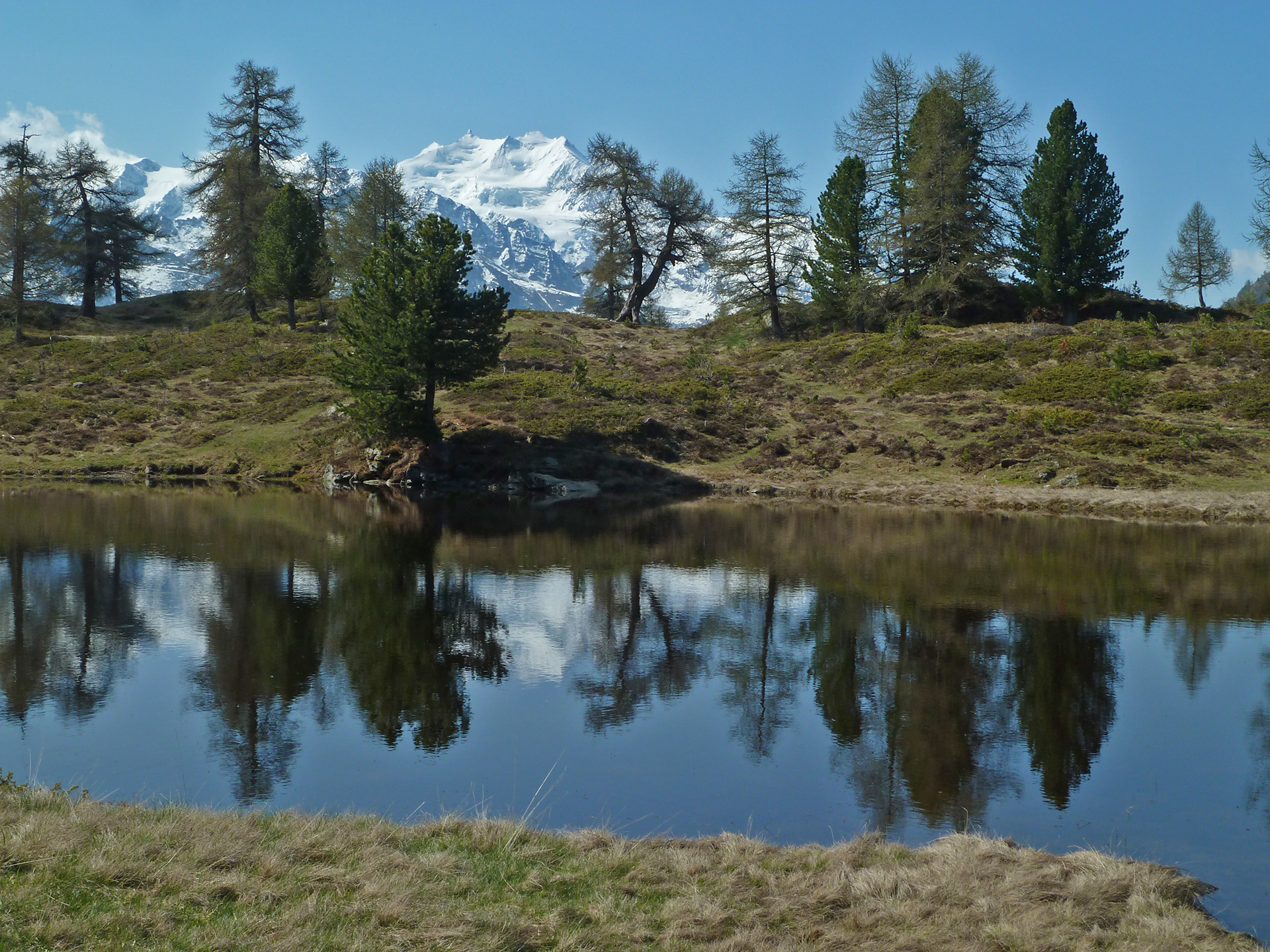
Temporärer See in der Moosalp mit Mischabelgruppe
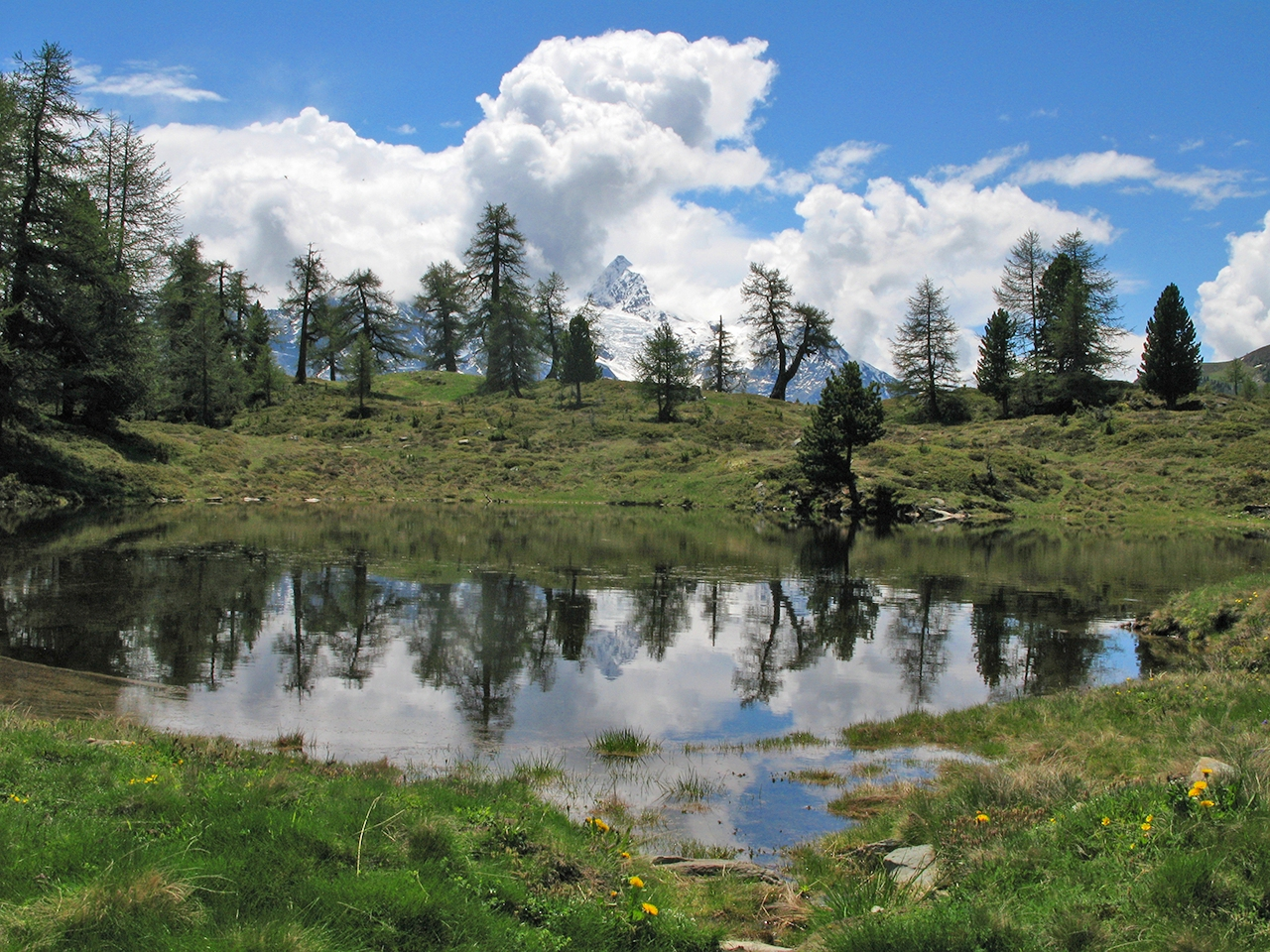
Hochmoorsee in der Moosalp
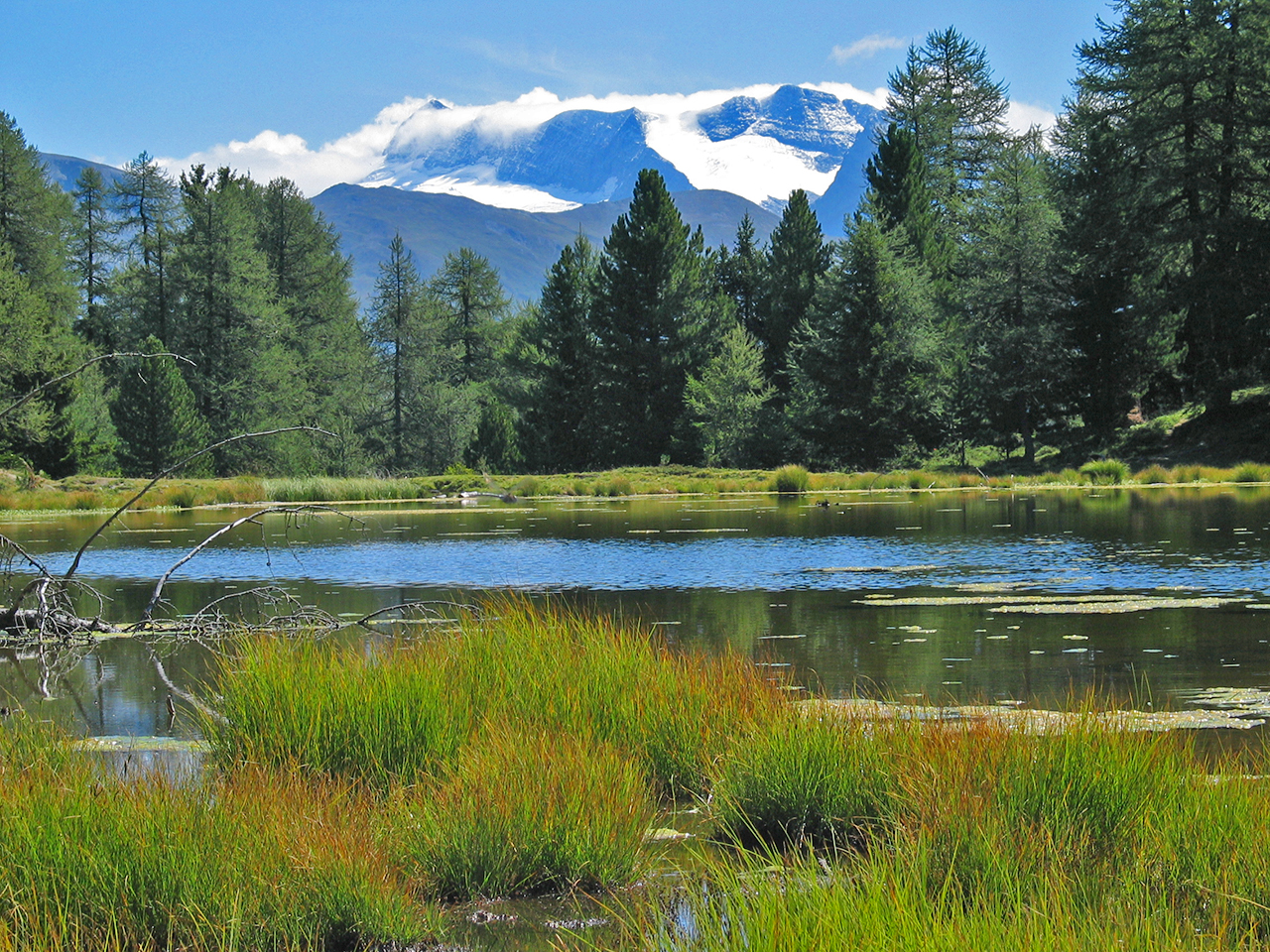
Breitmattensee (Moosalp) mit Blick Richtung Monte Leone
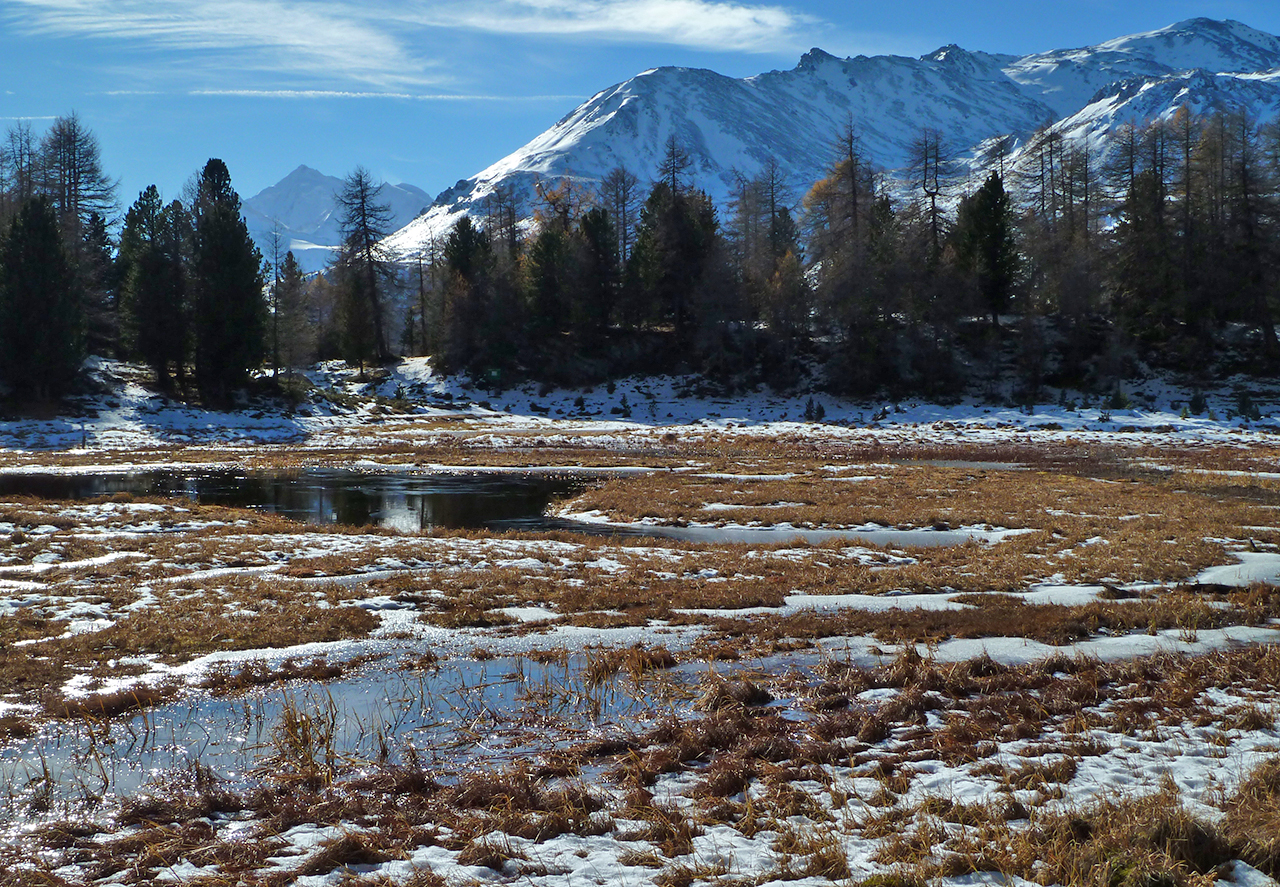
Herbstlicher Bonigersee in der Moosalp

In Bezug auf die Vogelwelt der Moosalp ist zum einen der Tannenhäher besonders zu erwähnen, da er in einer engen Lebensgemeinschaft mit der Arve (Zirbelkiefer) steht. Zum anderen kann man auch mit viel Glück einen Bartgeier im Flug beobachten, da sich seit kurzem ein Brutpaar in der Region niedergelassen hat.
Im Sommer trifft man auf dem Moosalp-Plateau eine üppige alpine Flora an. Eine echte Rarität ist dabei eine spezielle Wildtulpenart.

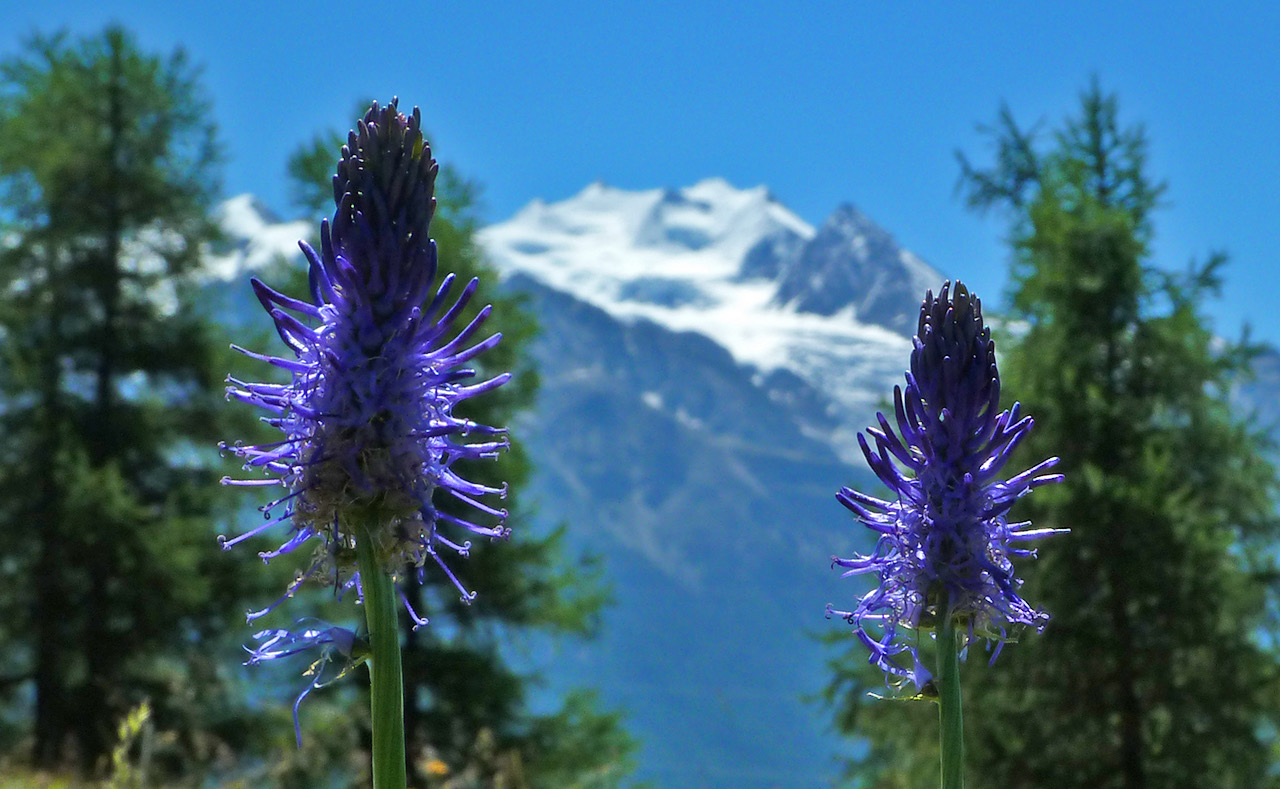
Teufelskralle (Moosalp)
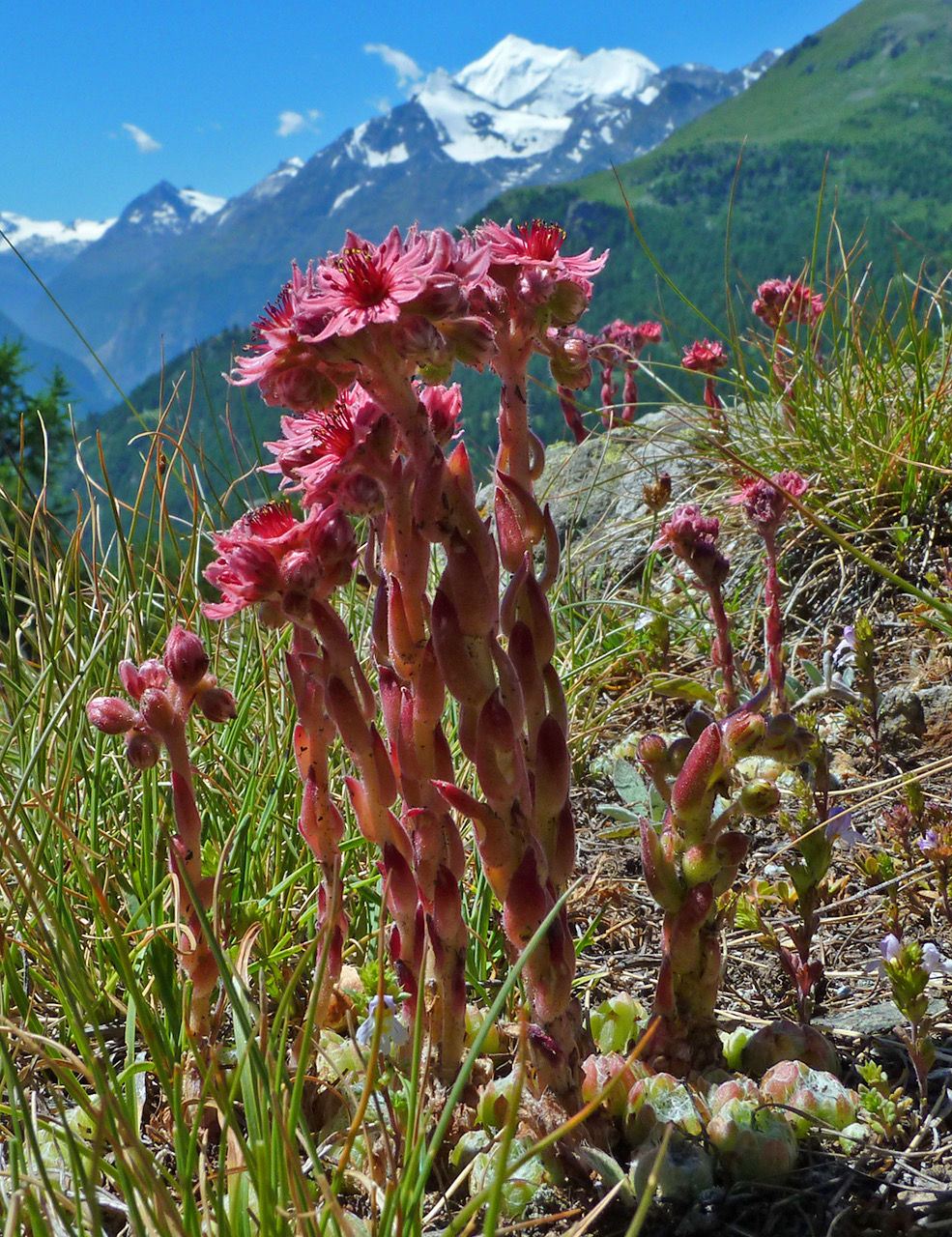
Spinnweb-Hauswurz (Moosalp)
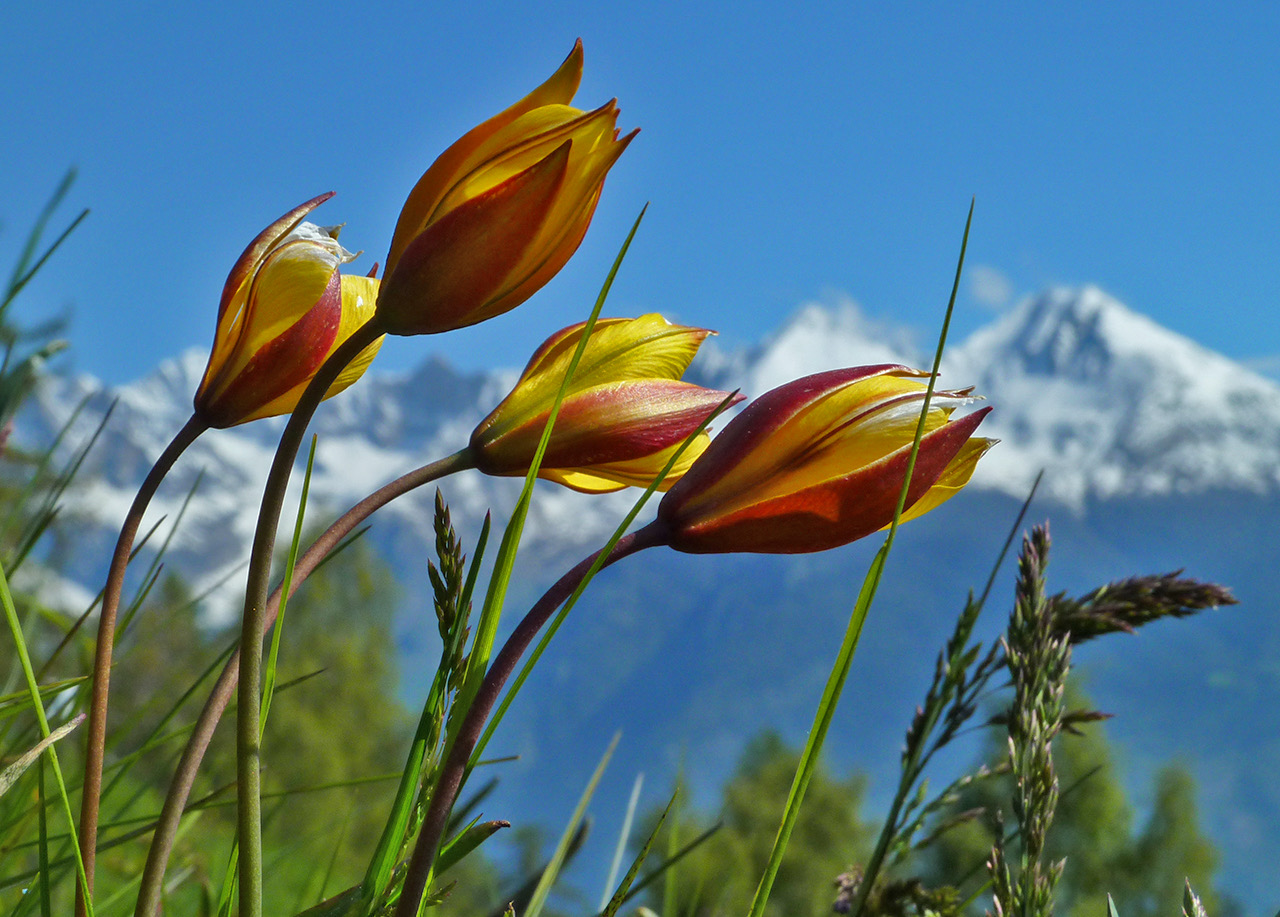
Südalpine Tulpe (Moosalpregion)

#### Alpaufzug / Ringkuhkämpfe
Jeweils Anfang Sommer findet zudem der Alpaufzug statt, in welchem über 100 Kühe auf die Moosalp gebracht werden. Der Alpaufzug wird alten Traditionen folgend von den Ringkuhkämpfen und einem kleinen Volksfest begleitet.

#### Älplerfest
Im Sommer findet jedes Jahr am letzten Sonntag des Monats Juli das traditionelle Älplerfest statt, in welchem jedes Jahr ein folkloristischer Umzug stattfindet und welches bis zu 5000 Besucher anzieht.

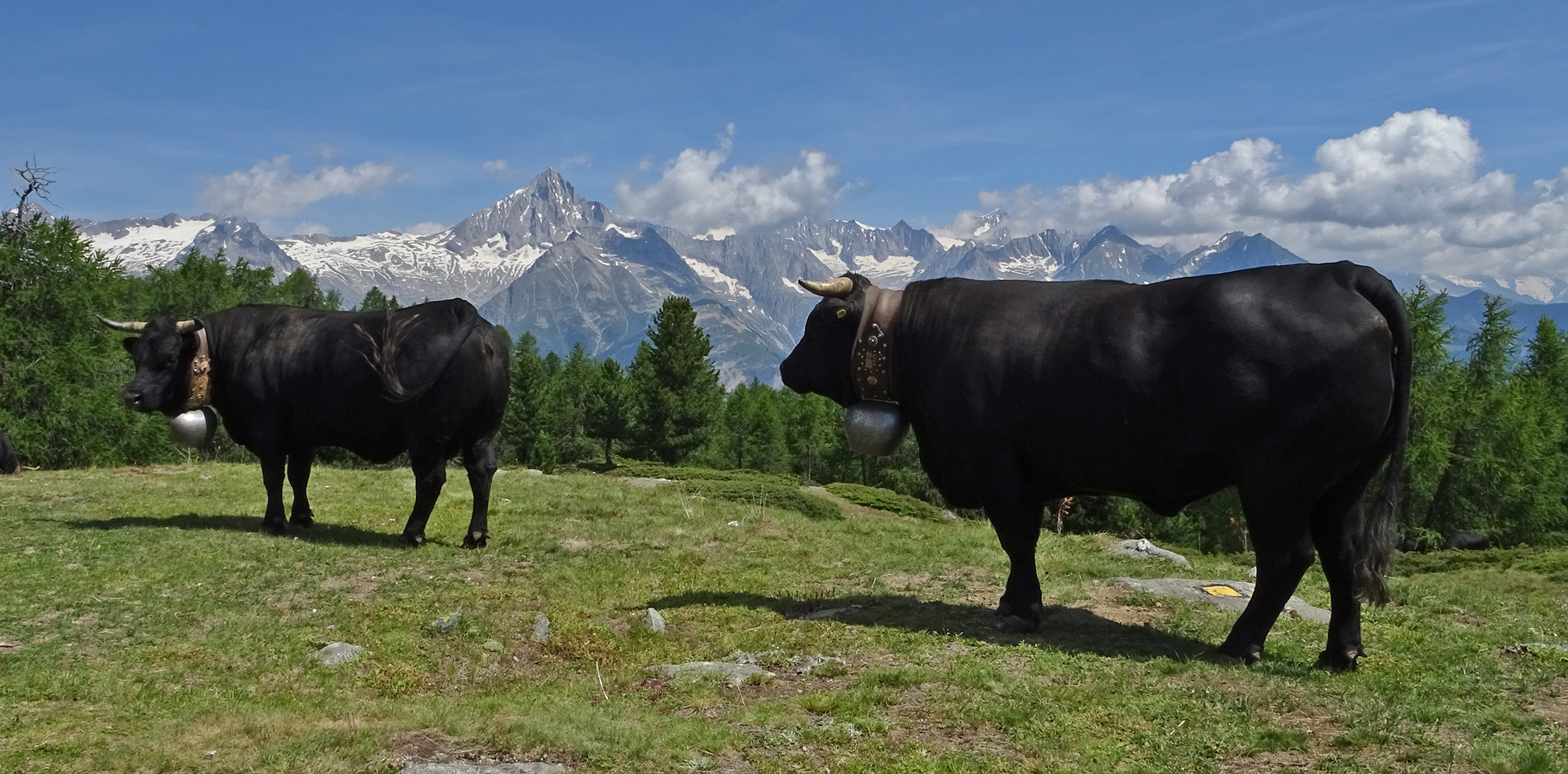
Eringerkühe auf dem «Stand» mit Berner Alpen im Hintergrund
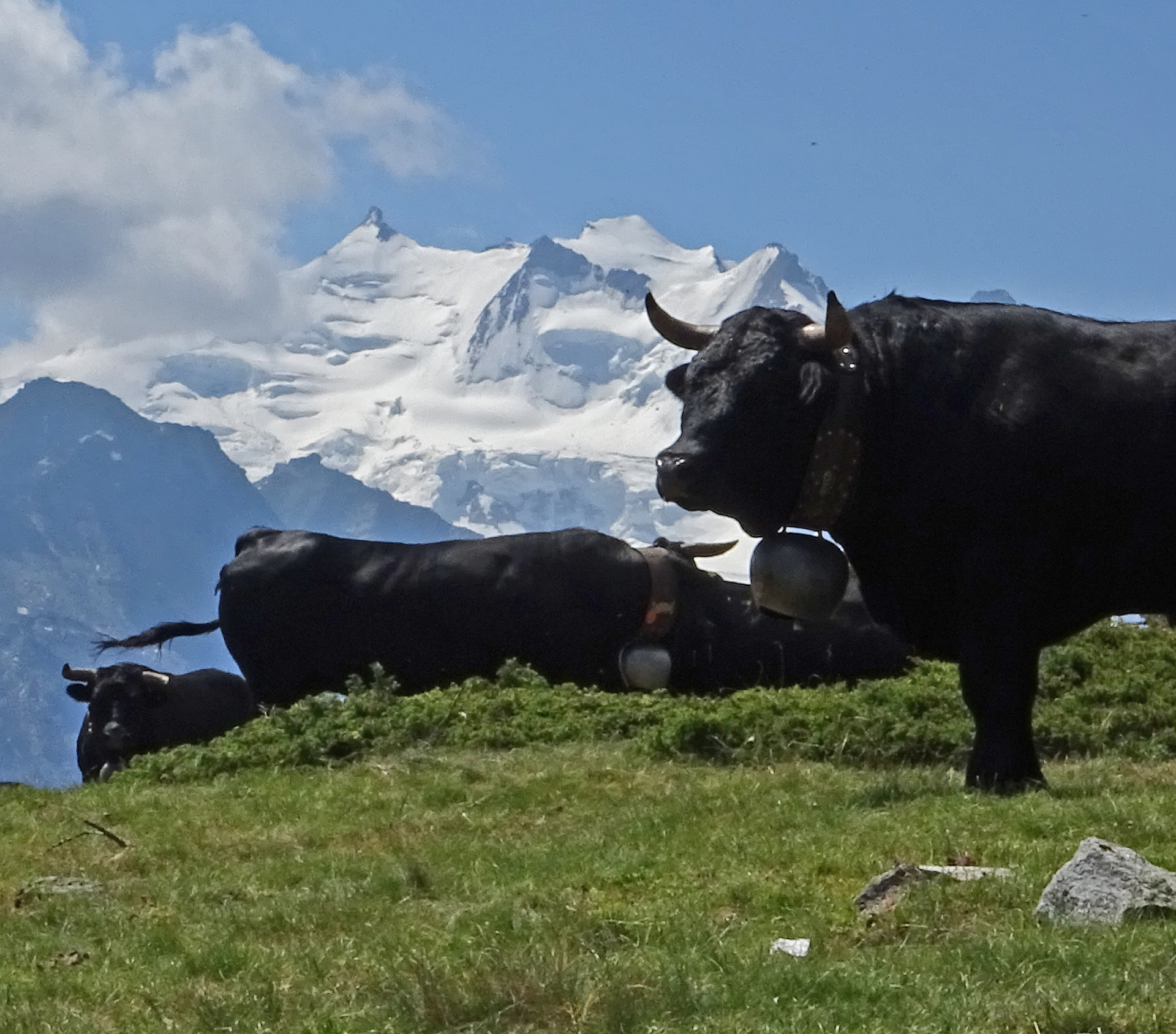
Eringerkühe auf dem «Stand» mit Mischabelgruppe im Hintergrund
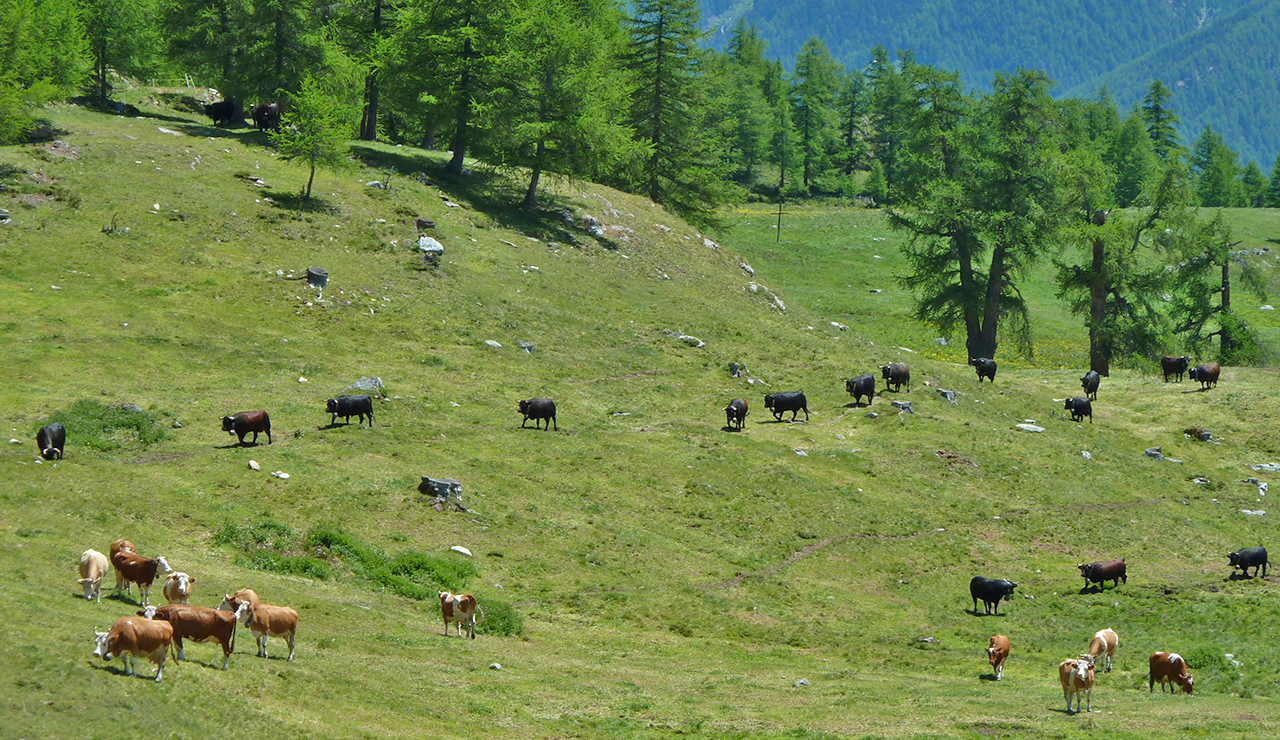
Eringerkühe in der Moosalp
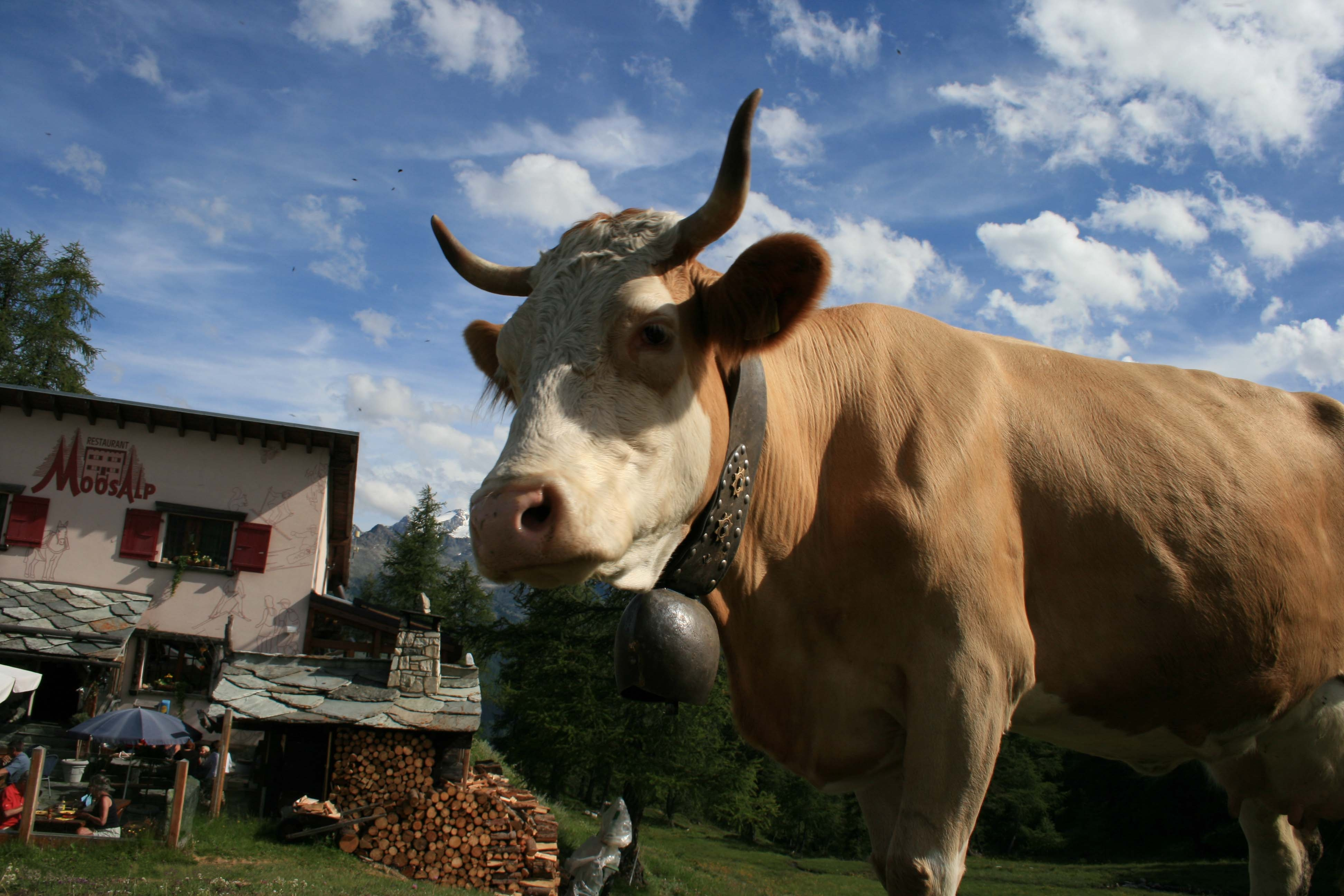
Kuh auf der Moosalp

### Winterangebote

#### Skianlagen
Auf der Moosalp findet man im Winter ein schneesicheres und abwechslungsreiches Skigebiet vor, welches Teil des Skigebiets Bürchen/Törbel ist. Dazu zählen 9 Schlepp- und Skilifte und eine Sesselbahn (im unteren Abschnitt auf der Bürchner Seite wurde der Schlepplift 2007 ersetzt) mit insgesamt über 25 km Pisten.

#### Winterwanderungen, Skilanglauf, Skitouren
Skilangläufer haben auf dem Hochplateau der Moosalp von der 8 km langen Langlaufloipe aus einen schönen Blick auf die höchsten Viertausender der Schweiz. Die gespurte Loipe eignet sich auch für Winterwanderungen. Darüber hinaus bestehen Optionen für Skitouren auf das Augstbordhorn (2972 m) für Fortgeschrittene und auf der Moosalp für Anfänger.

#### Schneeschuhlaufen und Schlitteln
Ein besonderes Vergnügen bietet das Schneeschuhlaufen in der Moosalpregion. Mit Schneeschuhen wandert man in einer Stunde durch eine verschneite Landschaft auf den Aussichtspunkt «Stand», von wo aus man auf die Berner Alpen mit dem Bietschhorn, die Monte-Leone-Gruppe sowie auf zahlreiche Walliser Viertausender (Mischabelgruppe, Weisshorngruppe und Weissmiesgruppe) blickt. Von der Moosalp kann man auch mit dem Schlitten via Bürchner Alp nach Bürchen herunter fahren.

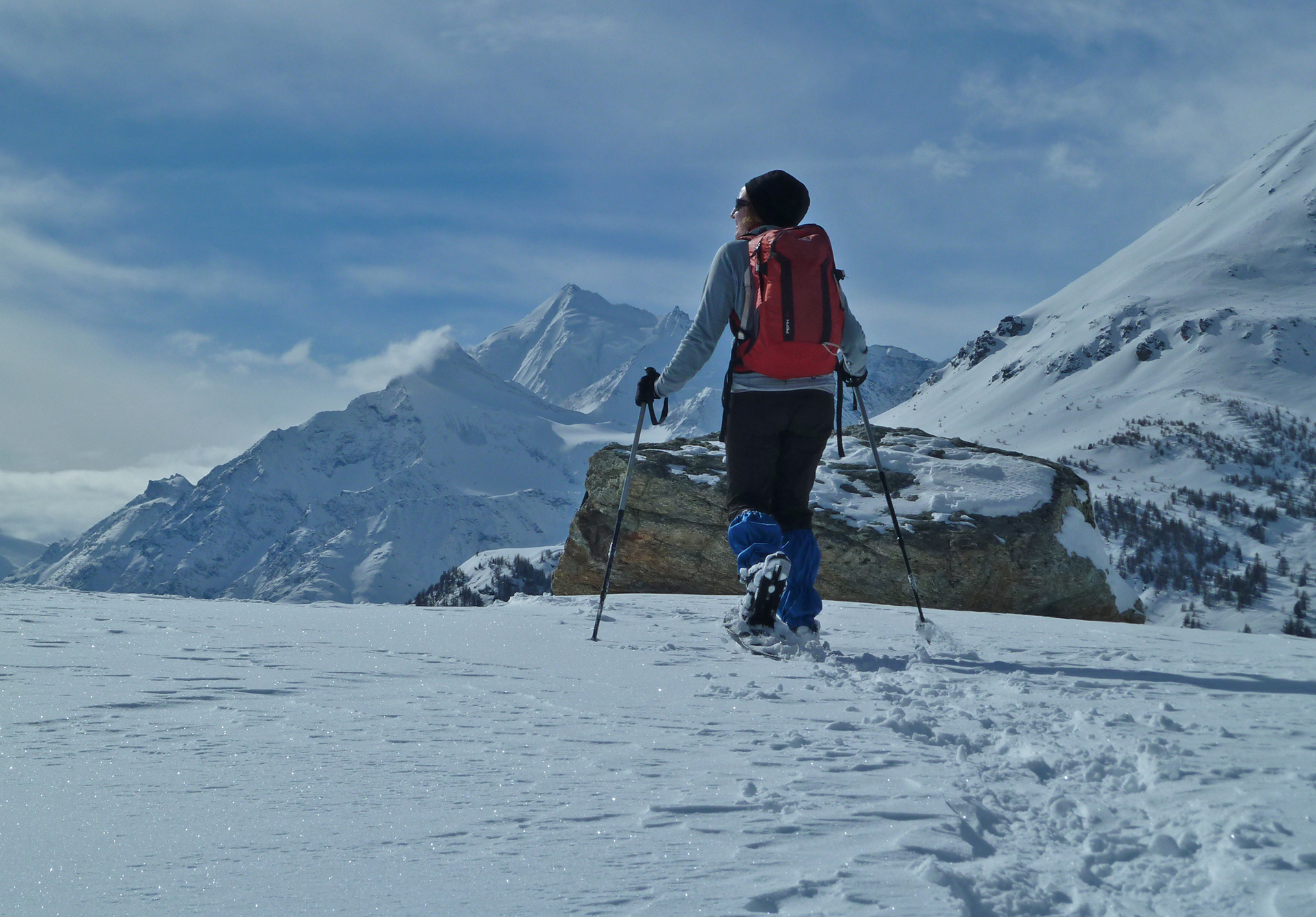
Mit Schneeschuhen auf dem «Stand», im Hintergrund die Weisshorngruppe
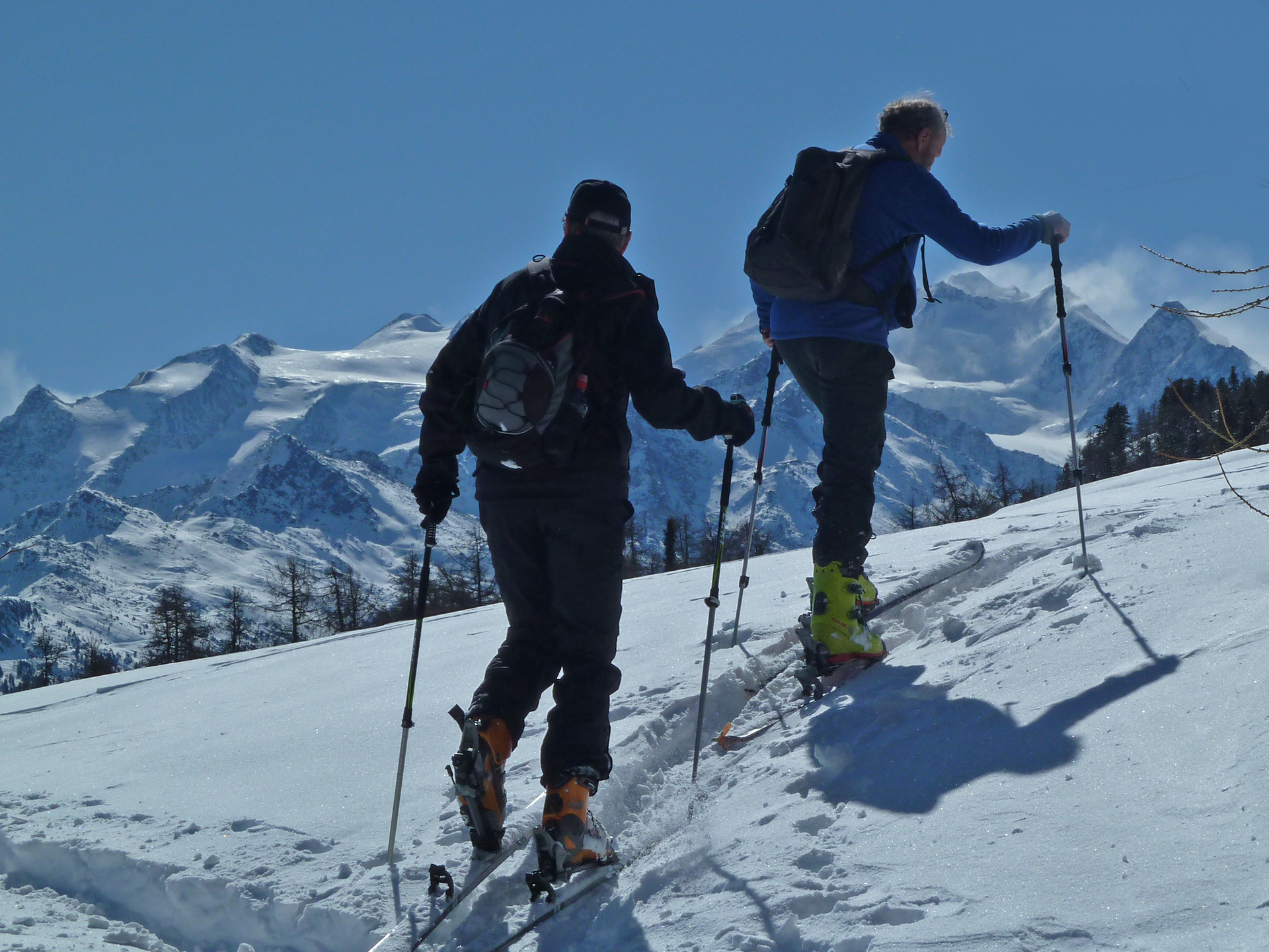
Mit Tourenski auf dem «Stand», im Hintergrund Mischabelgruppe
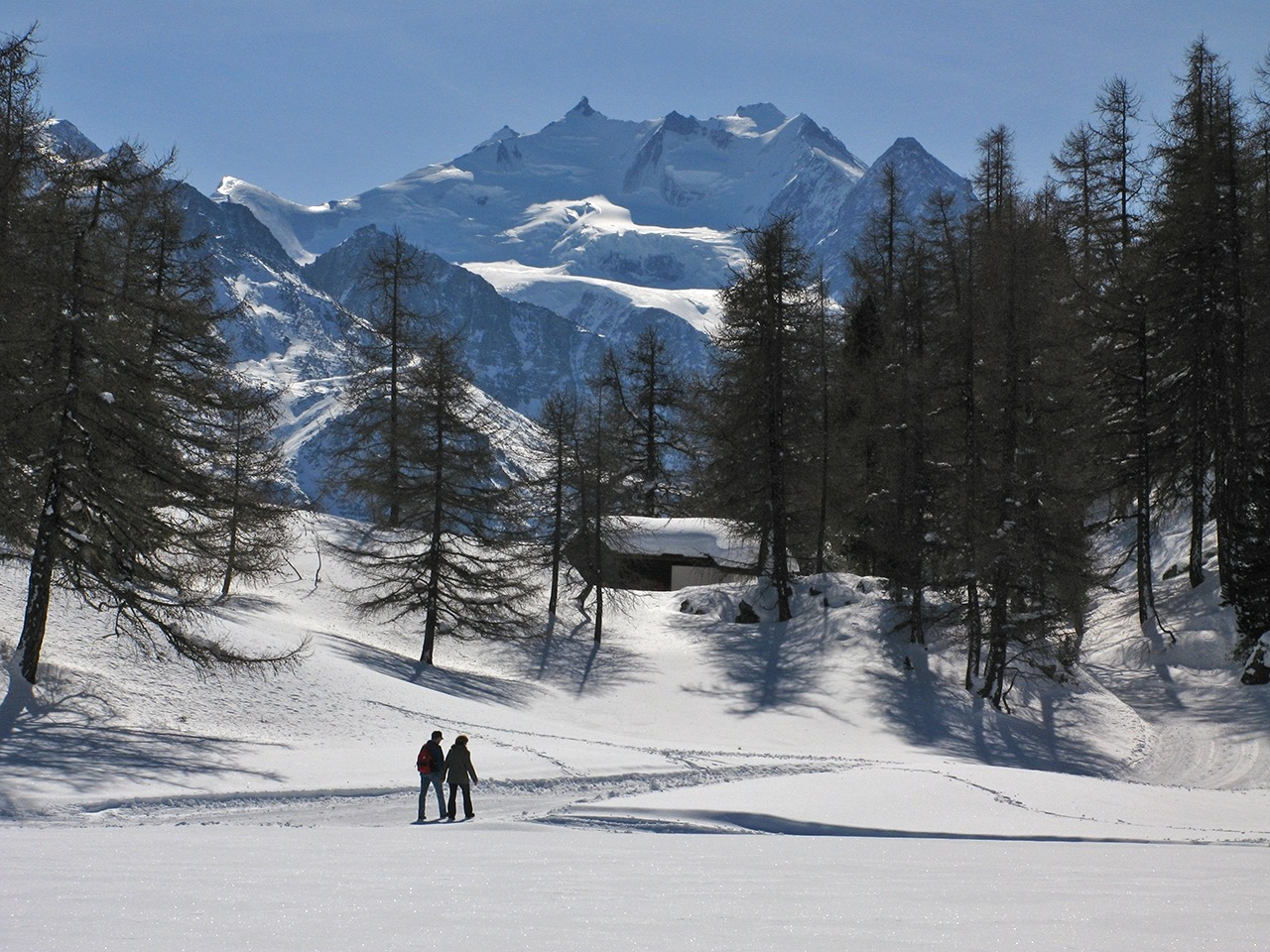
Winterwandern in der Moosalp, im Hintergrund Mischabelgruppe

## Kapelle
Der Tessiner Architekt Mario Botta plante zusammen mit der Pfarrei Törbel den Bau einer Kapelle auf der Moosalp, die Mutter Teresa gewidmet sein sollte. Die Einweihung war für 2010 geplant, das Jahr, in dem Mutter Teresa ihren 100. Geburtstag feiern würde. Dieses Vorhaben wurde durch den Landschaftsschutz Schweiz verhindert. Nachdem das Walliser Kantonsgericht die Beschwerde des Landschaftsschutzes Schweiz abgewiesen hatte, korrigierte das Bundesgericht diesen Entscheid und verweigerte damit der Pfarrei Törbel den Bau der Kapelle. 
Ein Modell der geplanten Botta-Kapelle im Massstab 1:10  wurde von Erich Pfammatter (Zeneggen) gebaut und steht heute am Wanderweg von Zeneggen nach Burgen.

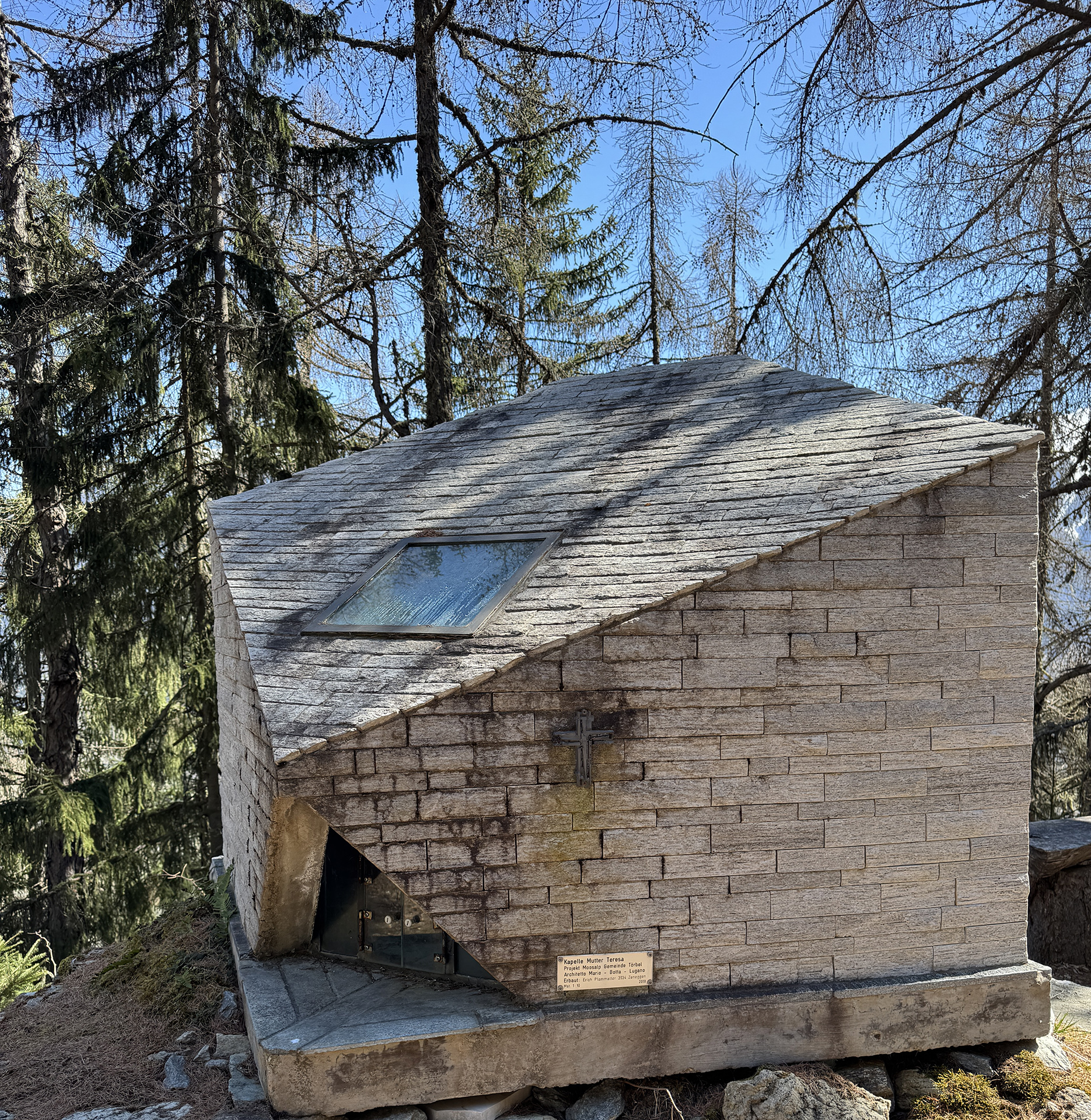
Modell der von Mario Botta entworfenen Kapelle am Wanderweg von Zeneggen nach Burgen

## Anfahrt
Die Moosalp ist im Sommer wie auch im Winter mit dem Auto erreichbar. Während des Sommers verkehrt das Postauto zwischen Stalden–Törbel–Moosalp sowie zwischen Visp–Bürchen–Moosalp und während des Winters zwischen Stalden–Törbel–Talstation Skilift (an Sonn- und Feiertagen bis auf die Moosalp).

## Bilder

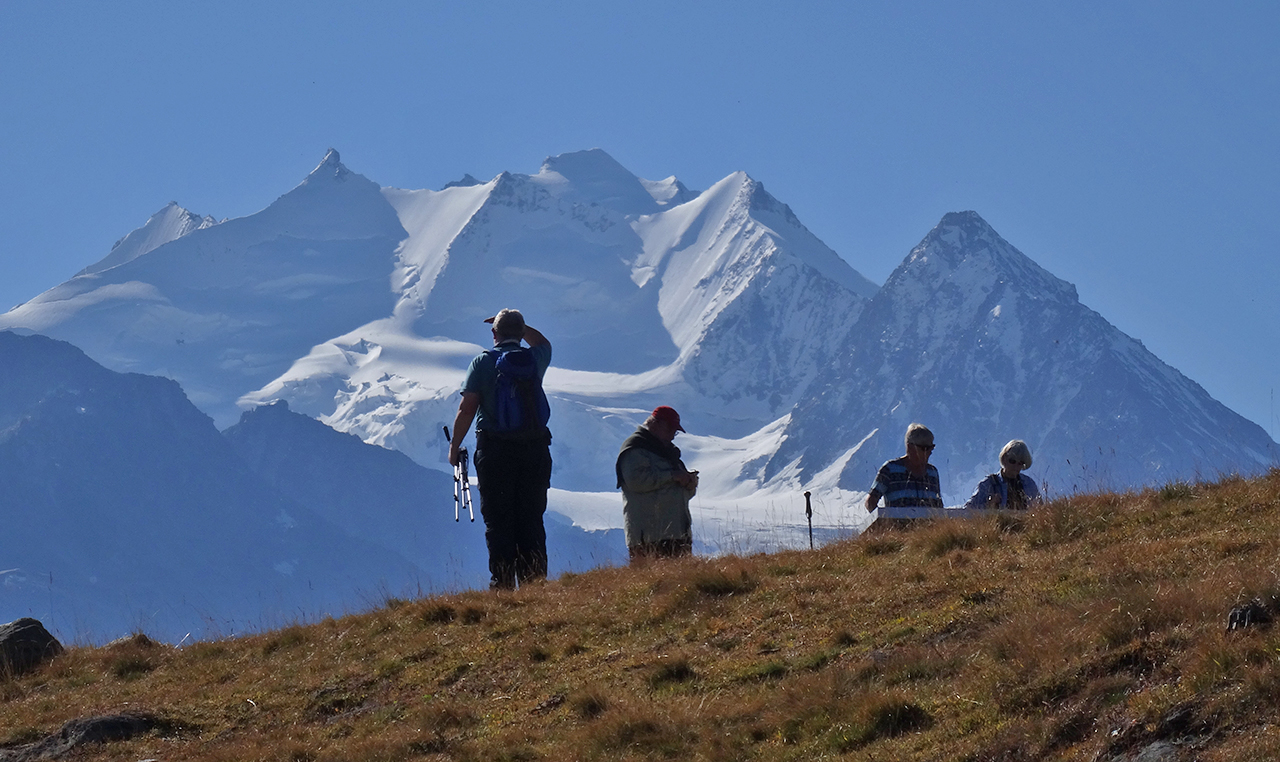
«Stand» (Moosalp) mit Mischabelgruppe
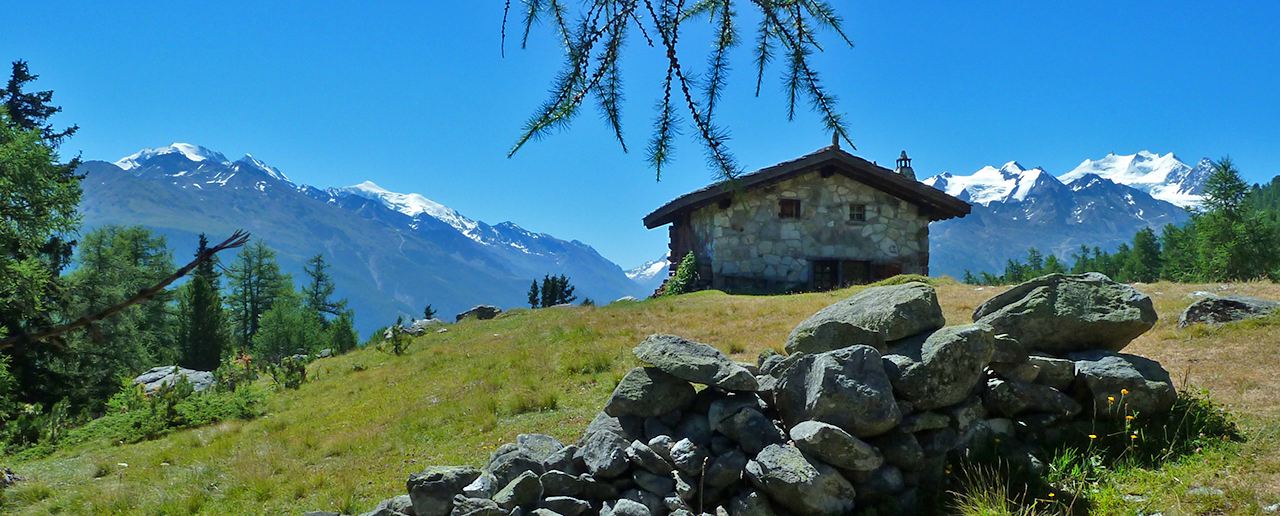
Breitmatte (Moosalp) mit Mischabelgruppe
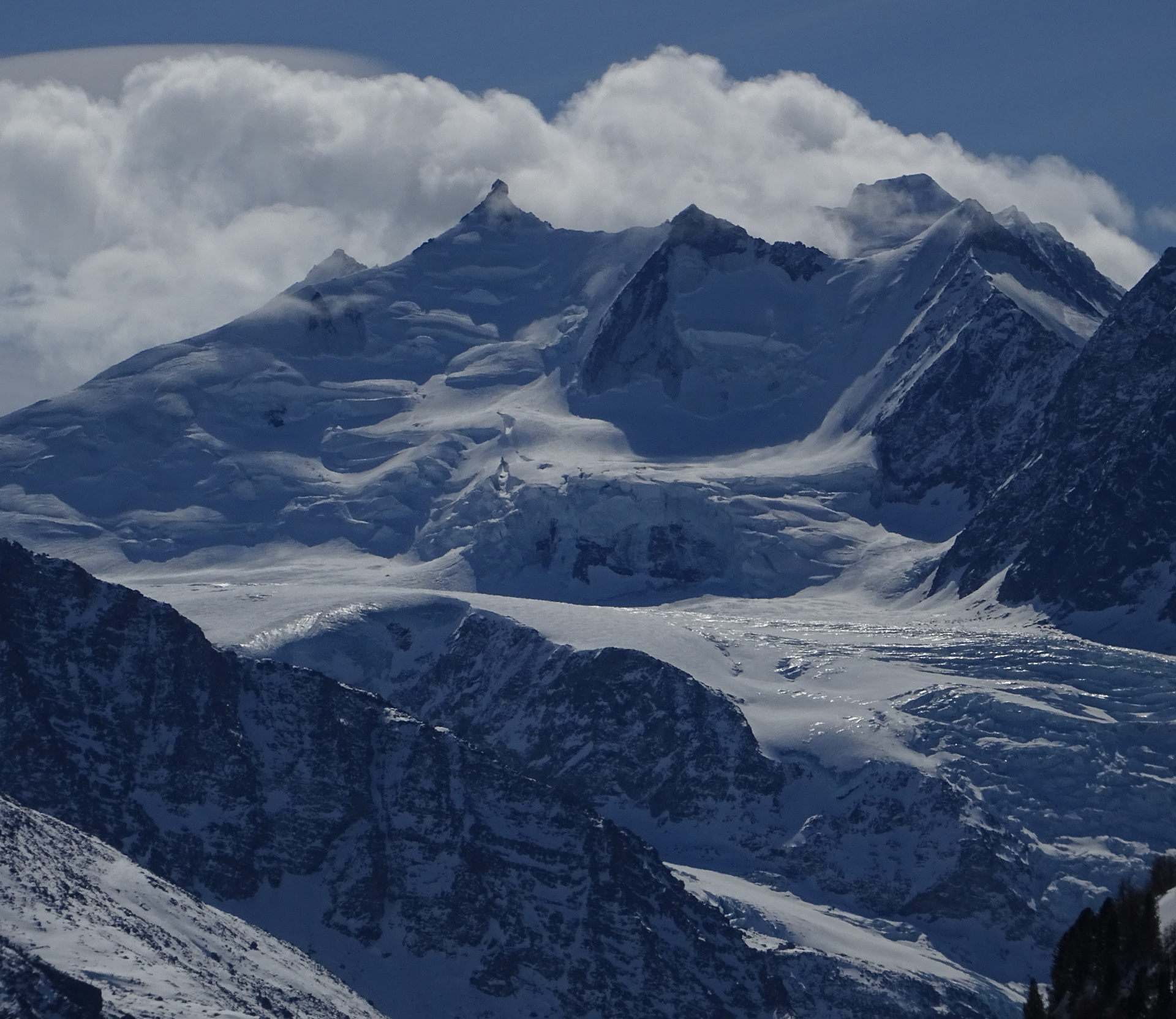
Das Zentrum der Mischabelgruppe mit Nadelhorn und Riedgletscher (Aufnahmestandort Moosalp)
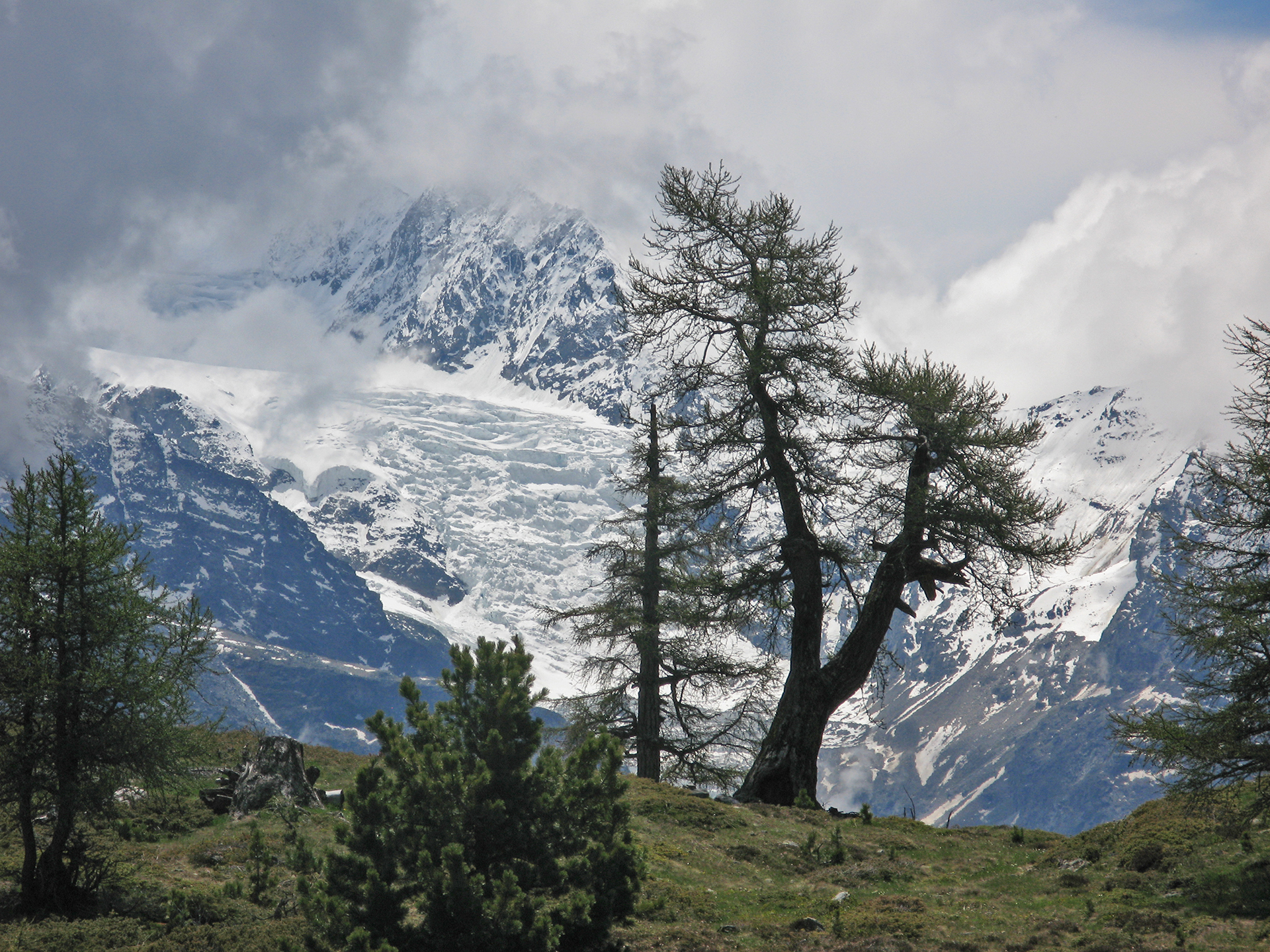
Riedgletscher mit Wetterlärche (Moosalp)
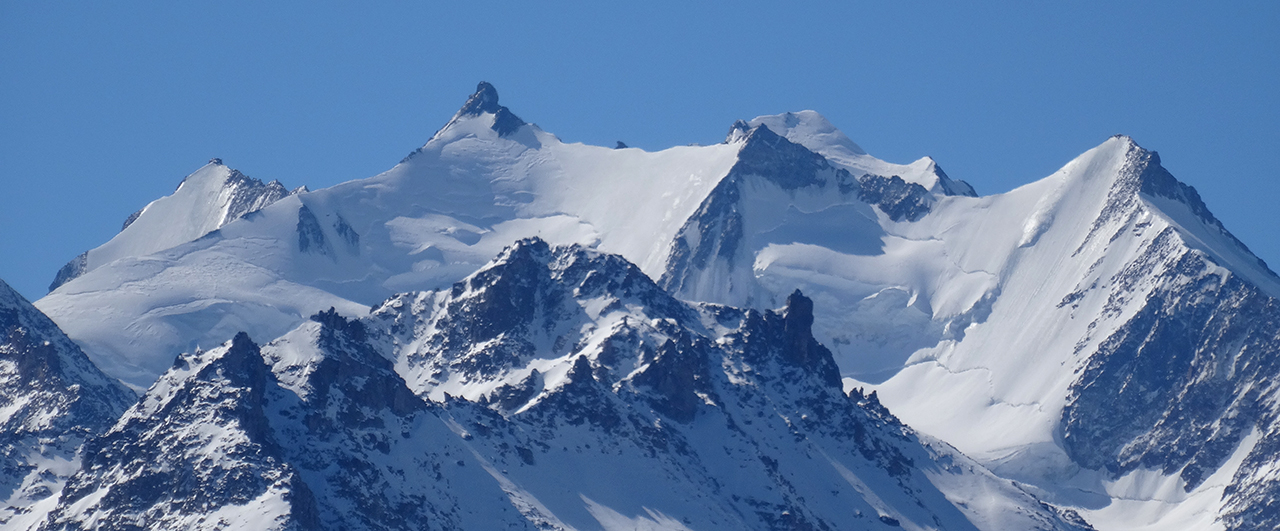
Mischabelgruppe (Aufnahmestandort Moosalp)
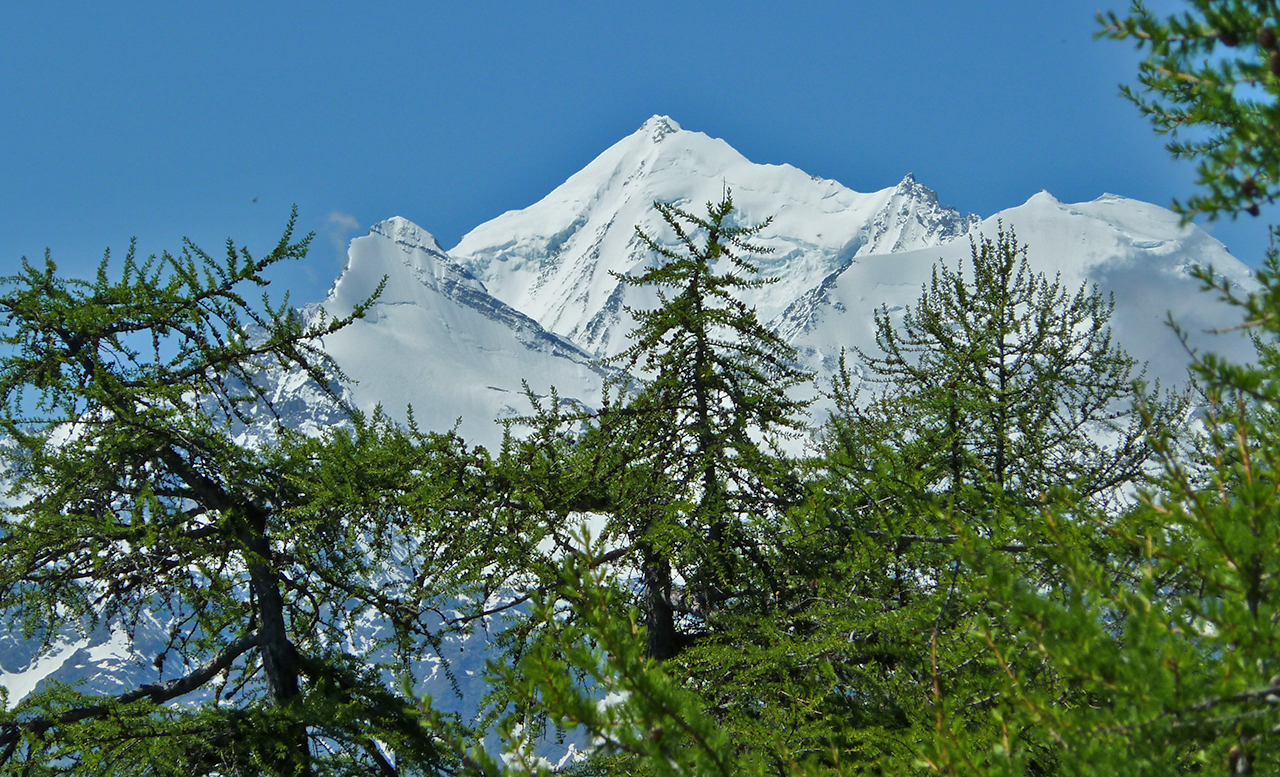
Aussicht von der Moosalp auf Weisshorn, Bishorn und Brunegghorn der Weisshorngruppe
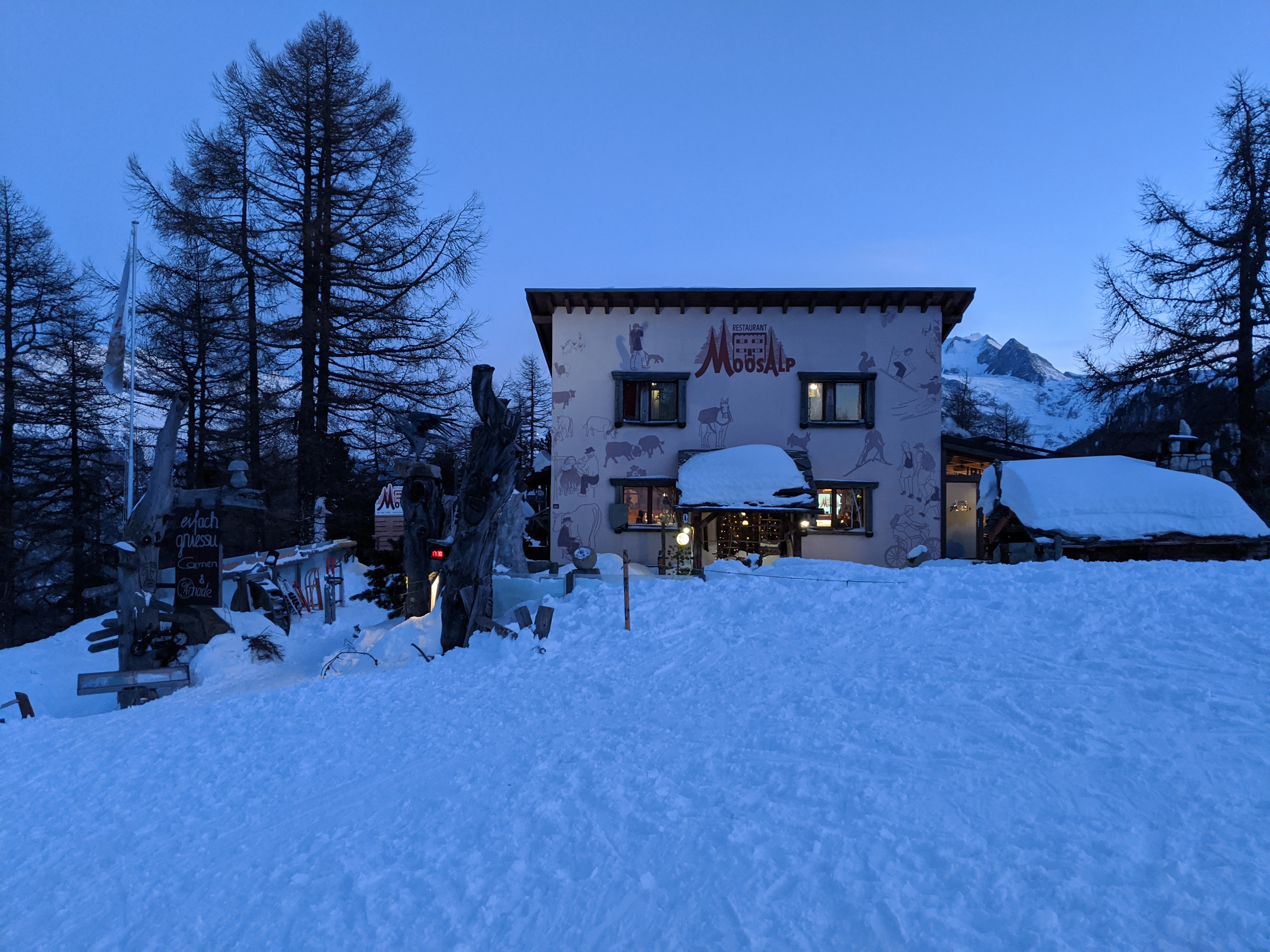
Restaurant Moosalp
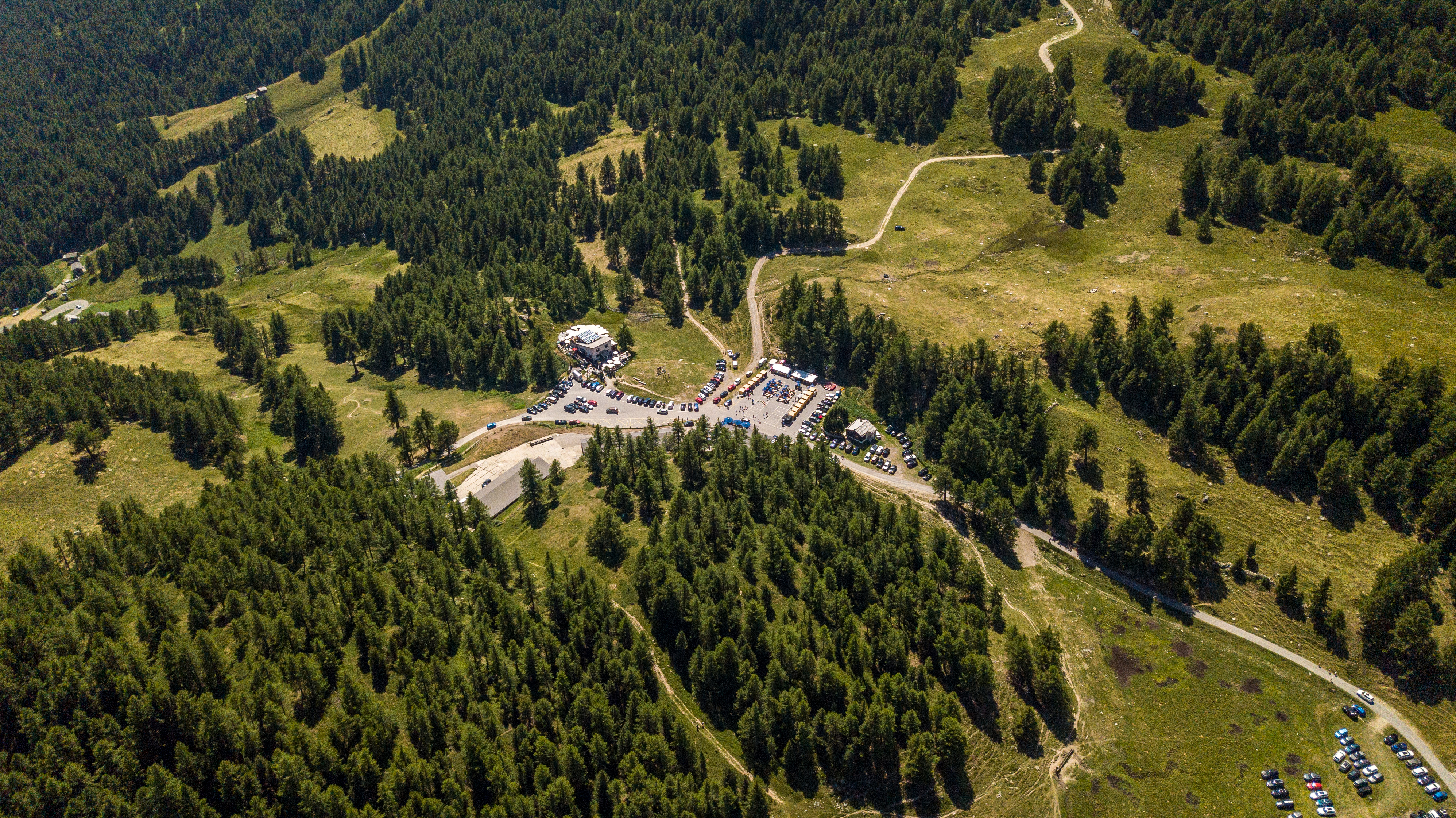
Luftaufnahme von Restaurant und Parkplatz (Moosalp)
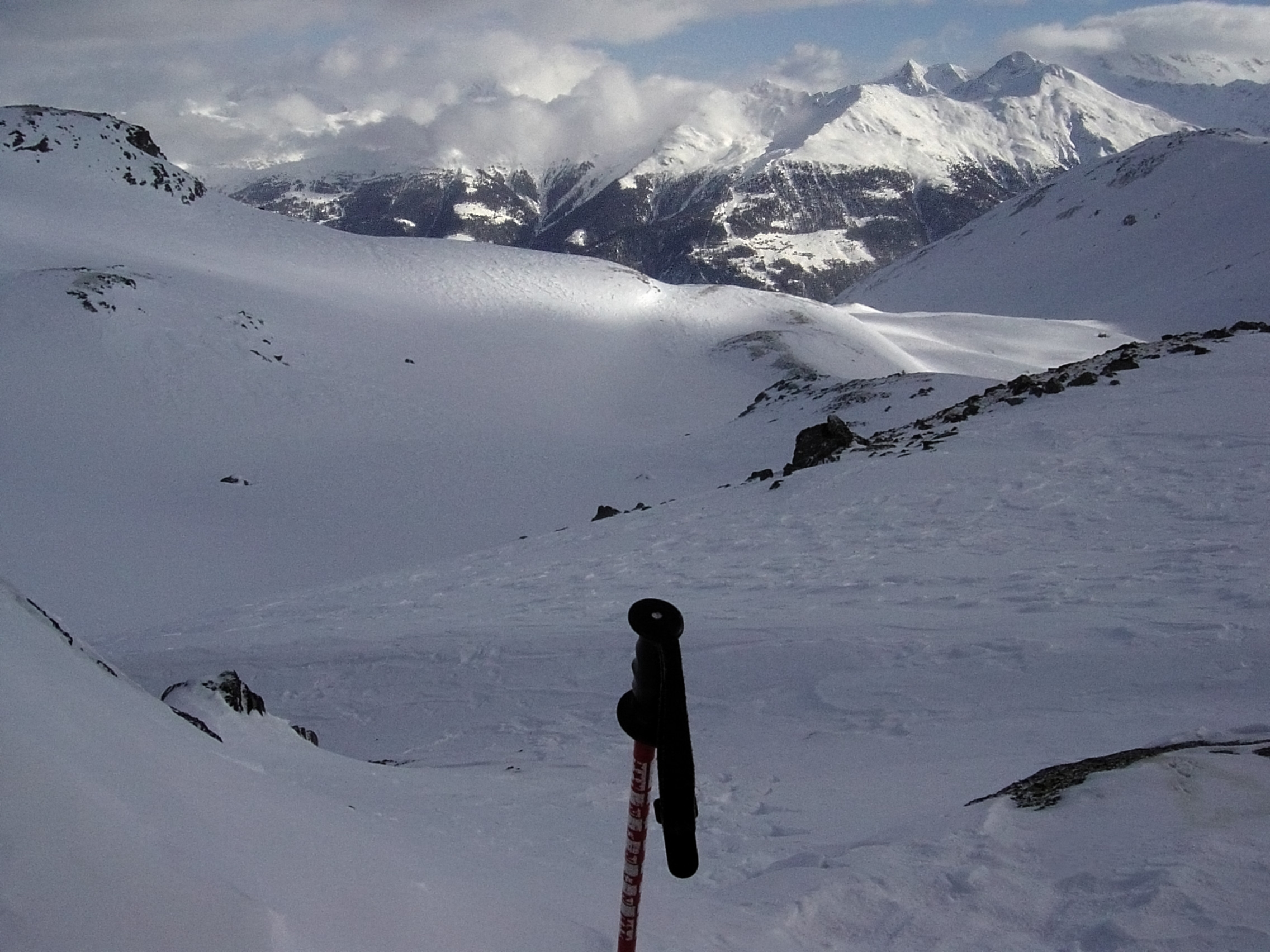
Blick durchs «Törbeltelli» (unterhalb des Augstbordhorns)